# Raed Arafat
Raed Arafat (Damaszkusz, 1964. május 24. –) palesztin származású marosvásárhelyi orvos, a romániai Sürgősségi Életmentő Szolgálat (SMURD) és légimentő-szolgálat alapítója.

## Élete
1981-ben érkezett Palesztin autonóm területekről Romániába. Egy évet töltött nyelvtanulással Ploiești-en, majd a Kolozsvári Orvosi és Gyógyszerészeti Egyetemre ment tanulni. Az 1989-es forradalom után döntötte el, hogy végleg Romániában marad. Előbb Kolozsváron próbálta a sürgősségi mentőszolgálatot megszervezni, de terve a mentős szakszervezet ellenállása miatt nem sikerült. 1990 szeptemberében költözött Marosvásárhelyre, ahol sikerült megvalósítania tervét, és a marosvásárhelyi SMURD központ vezérlő orvosa lett. 1999 óta román állampolgár.
2007. augusztus 23-tól Călin Popescu-Tăriceanu felkérésére a román egészségügyi minisztérium államtitkára lett. Az első és a második Boc-kormányban az egészségügyi minisztérium helyettes államtitkára volt. 2012 januárjában éles konfliktusba keveredett Traian Băsescu államfővel, mivel Arafat szerint az IMF által szorgalmazott új egészségügyi törvény a sürgősségi egészségügyi ellátórendszer privatizációját készítette elő. Január 10-én lemondott tisztségéről. Elmozdítsa után többezres szimpátiatüntetést tartottak mellette Marosvásárhelyen és más városokban. Arafat mellett és az egészségügyi törvény ellen tüntetések voltak Bukarestben is. 
A terebélyesedő közfelháborodás miatt visszatérhetett hivatalába. 2012 márciusában ő volt a legnépszerűbb közéleti személyiség Romániában. 2012 novemberében rövid időre a Ponta-kormány egészségügyi minisztere lett. Bejelentette, hogy a decemberi választások után nem kíván miniszter lenni, mert nem akar politikussá válni.
2014 januárjában kinevezték a Belügyminisztériumon belül létrehozott Vészhelyzeti Osztály (DSU) vezetőjévé.

## Külső hivatkozások
- Életmentés főállásban PDF – Interjú. In: Korunk, XXII/4. szám, 2011. április, 36–40. oldal.